# Strzelectwo
Strzelectwo – sztuka posługiwania się ręczną bronią palną i pneumatyczną, obejmująca aktywności o charakterze sportowym, myśliwskim, rekreacyjnym jak i bojowym.

## Sporty strzeleckie
Sportowa aktywność strzelecka przybiera różnorodne formy wśród których wyróżnić można między innymi:

- strzelectwo sportowe (oparte na przepisach ISSF)
- strzelectwo długodystansowe (oparte na przepisach WBSF)
- strzelectwo czarnoprochowe (oparte na przepisach MLAIC)
- strzelectwo historyczne
- strzelectwo kurkowe (oparte na przepisach Bractw Kurkowych)
- strzelectwo dynamiczne (oparte na przepisach IPSC, IDPA)
- strzelectwo westernowe (oparte na przepisach SASS)
- strzelectwo parkurowe (oparte na przepisach FITASC)
- strzelectwo osób niepełnosprawnych
- strzelectwo niewidomych i słabowidzących

## Strzelectwo sportowe (według ISSF)
Mianem strzelectwa sportowego określa się dyscyplinę sportu polegającą na współzawodnictwie w strzelaniu ze sportowej broni palnej albo pneumatycznej do tarczy lub celów ruchomych.
Strzelectwo sportowe znalazło się w programie olimpijskim już podczas pierwszych igrzysk w Atenach 1896. Polacy zdobyli dotychczas cztery złote medale olimpijskie: Józef Zapędzki w Meksyku 1968 i Monachium 1972 oraz Renata Mauer w Atlancie 1996 i Sydney 2000.
Regulacją zasad w strzelectwie sportowym zajmuje się m.in. Międzynarodowa Federacja Strzelectwa Sportowego (ISSF). Poszczególne państwa mają krajowe związki strzeleckie. W Polsce jest to np. Polski Związek Strzelectwa Sportowego (dla ISSF).

### Konkurencje
Wyróżnia się 3 podstawowe rodzaje strzelań – z karabinów (w postawie leżącej, stojącej i klęczącej), z pistoletów (w postawie stojącej) oraz ze strzelb śrutowych do rzutków. Konkurencje można również podzielić ze względu na sposób strzelania. W konkurencjach dynamicznych zawodnicy oddają wiele jedno- lub kilkustrzałowych serii na polecenie sędziego (np. pistolet szybkostrzelny lub ruchoma tarcza). Z drugiej strony w konkurencjach statycznych zawodnicy mają dłuższy czas na oddanie kilkudziesięciu strzałów i sami narzucają sobie rytm strzelania.
Przed każdą konkurencją zawodnicy oddają strzały próbne. W konkurencjach statycznych mogą zazwyczaj oddawać dowolną liczbę strzałów próbnych; ograniczeni są jedynie czasem jaki chcą poświęcić z całej konkurencji na próbne serie. W konkurencjach dynamicznych liczba strzałów próbnych przewidziana jest w regulaminie i oddaje się je na komendę.
Liczba strzałów w jednej konkurencji bywa różna i zależy od płci zawodników i wieku. Juniorzy i kobiety mają w wielu przypadkach zmniejszoną liczbę strzałów.
Dokładne informacje na temat każdej konkurencji można znaleźć w regulaminie Międzynarodowej Federacji Strzelectwa Sportowego dostępnym na stronie internetowej tej organizacji.

#### Broń długa

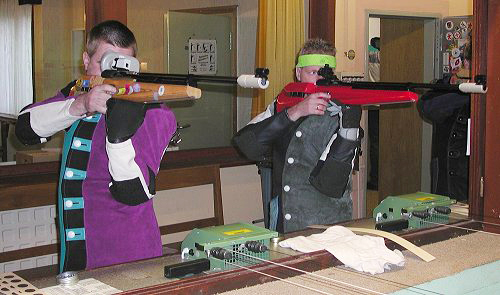
Zawody w konkurencji karabin pneumatyczny 10 m

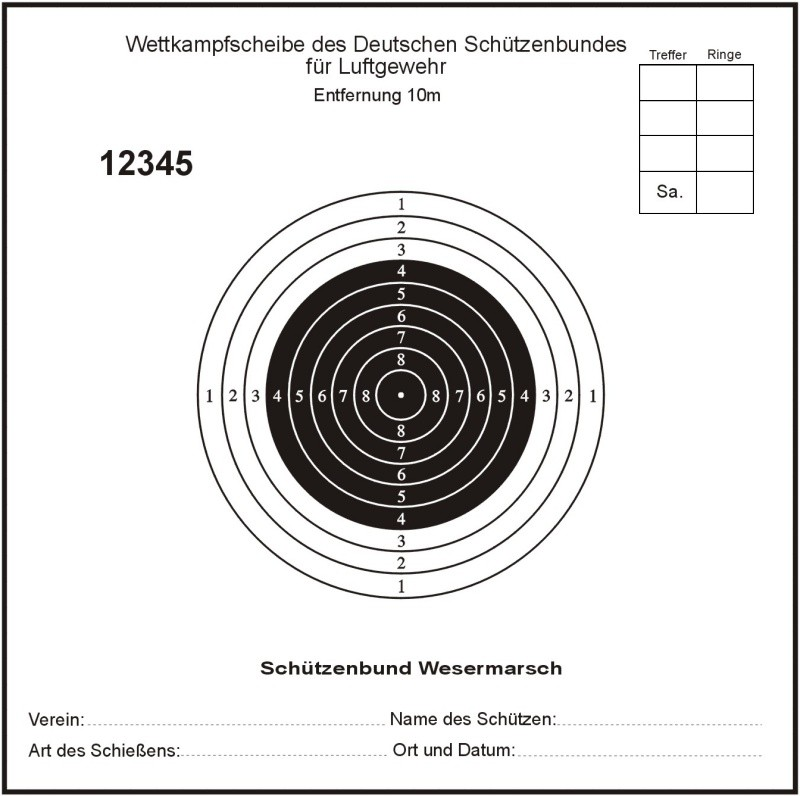
Tarcza dla konkurencji karabin pneumatyczny 10 m

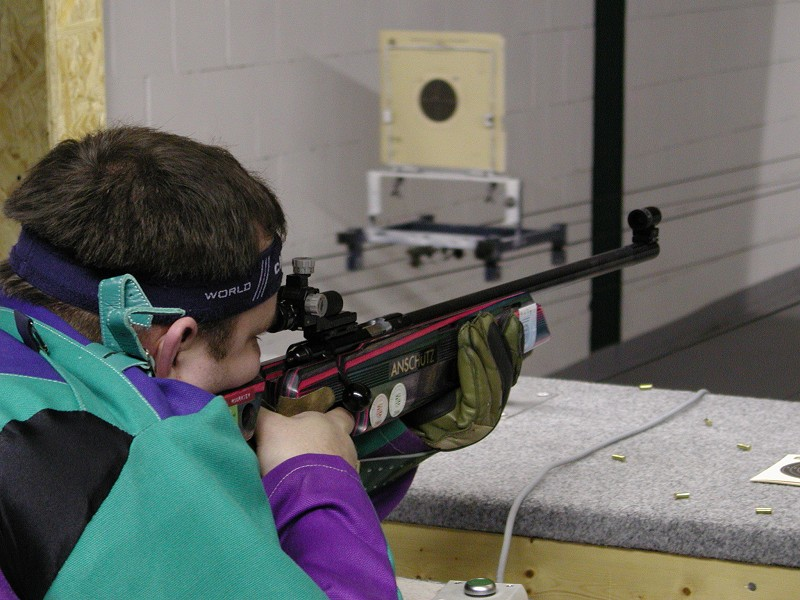
Strzelectwo sportowe – strzelanie w pozycji leżącej w konkurencji karabin sportowy

Do strzelania z broni długiej używa się specjalnego ubrania strzeleckiego. Składają się na nie: usztywniana kurtka, spodnie, rękawica na rękę, w której trzyma się broń, i specjalne buty. Wygląd i cechy każdego z elementów ubioru są dokładnie określone przez regulamin ISSF.
- Karabin pneumatyczny (Kpn); zawodnicy oddają strzały w pozycji stojącej do tarcz ustawionych w odległości 10 m. Zależnie od kategorii (kobiety lub mężczyźni, juniorzy lub seniorzy) są to najczęściej cztery lub sześć serii po dziesięć strzałów. Czas konkurencji Kpn40 to 50 min w przypadku tarcz elektronicznych lub 60 min w przypadku papierowych plus 15 min na serię próbną, w Kpn60 jest to odpowiednio 75 min i 90 min oraz 15 min na strzały próbne.

- Karabin sportowy/dowolny (mały kaliber) leżąc (Ksp/Kdw); zawodnicy oddają strzały do tarcz umieszczonych w odległości 50 m. Oddawanych jest zazwyczaj 60 strzałów w czasie 50 min dla tarcz elektronicznych lub 60 min dla papierowych plus 15 min na strzały próbne. Używana broń to karabiny na ostrą amunicje określane często mianem KBKS o kalibrze 5,6 mm (.22LR). Strzały oddawane są w pozycji leżącej, a w stabilizacji postawy pomaga specjalny pas przytwierdzony z jednej strony do broni, a z drugiej zamocowany między łokciem a barkiem na stroju strzelca. Nie używa się mechanicznych stabilizatorów, zawodnik opiera broń jedynie na swoich rękach.

- Karabin dowolny(duży kaliber) – w Polsce według PZSS 300 m, do 8 kg karabinu, na podstawie RMSWiA Dz.U. Nr 19 2000 do 8 mm (.315) / (do 11,43 mm)(.45)[4]
- Ruchoma tarcza (RT), zwana też potocznie „dzikiem” ze względu na sylwetkę dzika umieszczaną na tarczy przy strzelaniu na 50 m. Zawodnicy oddają strzały w pozycji stojącej z karabinu pneumatycznego (10 m) lub sportowego (50 m) do przesuwającej się tarczy. Konkurencja dzieli się na część szybką i wolną. W części szybkiej tarcza pojawia się na 2,5 s, a w części wolnej na 5 s. Istnieje też wersja mieszana i standardowa. W wersji standardowej najpierw odstrzeliwana jest część wolna, a następnie szybka. W wersji mieszanej przejścia szybkie i wolne są losowe – zawodnik nie wie, czy w danym momencie będzie strzelał do tarczy poruszającej się szybko czy wolno. Dyscyplina była kiedyś w programie igrzysk olimpijskich.

- Karabin standardowy leżąc (Kst); strzały oddawane są na odległość 300 m z broni większego kalibru (do 8 mm) niż w innych strzelaniach. W konkurencji oddawanych jest 60 strzałów (po 10 do tarczy) w czasie 1 godziny 15 minut.

- Trzy postawy (3x20 i 3x40); zawodnicy strzelają w trzech różnych pozycjach. Najpierw w pozycji klęczącej, następnie w pozycji leżącej, a na końcu w stojącej. Do strzelania używa się karabinu sportowego/dowolnego (na 50 m) lub karabinu standardowego (na 300 m). Liczba serii w każdej postawie waha się w od 1 do 4. Przed każdą postawą zawodnicy mają osobne tarcze na strzały próbne. Czas trwania konkurencji zależny jest od liczby serii w każdej postawie.

#### Broń krótka (pistolety)
Wszystkie konkurencje pistoletowe odbywają się w pozycji stojącej. Nie jest przy nich potrzebny specjalny ubiór jak przy broni długiej. Często używa się jednak (tak jak przy strzelaniu z karabinu) przesłonek na oko, które nie uczestniczy w celowaniu. Konkurencje szybkostrzelne rozgrywane są bronią mieszczącą co najmniej 5 sztuk amunicji w magazynku i strzelającą w trybie samopowtarzalnym (tzn. można oddawać kolejne strzały jedynie ponownie wciskając spust, bez potrzeby naciągania zamka).
- Pistolet pneumatyczny (Ppn); podobnie jak w karabinku pneumatycznym tarcza (o znacznie większych rozmiarach niż w karabinku) ustawiona jest w odległości 10 m. Czasy konkurencji i liczba oddawanych strzałów są identyczne jak w karabinku pneumatycznym. Stosuje się również taką samą amunicję.

- Pistolet dowolny 50 m (Pdw); konkurencja oficjalnie rozgrywana tylko wśród mężczyzn. Oddaje się 60 strzałów, ocenianych w ciągu dwóch godzin. Do broni używa się takiej samej amunicji jak do karabinu sportowego (5.6 mm, boczny zapłon).

- Pistolet sportowy 25 m (Psp) (kobiety); strzelanie odbywa się w dwóch częściach, precyzyjnej i szybkiej. W części precyzyjnej zawodnicy oddają 6 serii po pięć strzałów; na każdą jest 5 minut. W części szybkostrzelnej zawodnicy oddają 30 strzałów w 6 seriach. Tym razem zawodnik ma na każdy strzał 3 sekundy. Na ten czas tarcza ustawiana jest prostopadle do linii strzału lub zaświeca się zielone światło. Przy każdym „pojawieniu” się celu zawodnik może oddać tylko jeden strzał. Amunicja – 22lr (5,6 mm, boczny zapłon).

- Pistolet centralnego zapłonu 25 m (Pcz) (mężczyźni); konkurencja wygląda identycznie jak pistolet sportowy kobiet. Różni się używaną bronią. Pistolet centralnego zapłonu ma znacznie większy kaliber (7,62–9,65 mm) niż pistolet sportowy.

- Pistolet szybkostrzelny 25 m (Psz) (mężczyźni); konkurencja podzielona jest na dwie takie same części po 30 strzałów każda. W każdej części jest sześć 5-strzałowych serii. Te sześć serii podzielone jest na 3 pary. W każdej parze czas na strzelenie serii jest różny. W pierwszej parze zawodnik ma 8 s na wystrzelenie jednej serii, w drugiej ma na serię 6 s, a w trzeciej tylko 4 s. W tej konkurencji strzały każdy strzał jest oddawany do osobnej tarczy; oznacza to, że w czasie wystrzeliwania serii zawodnik musi przesuwać celownik pistoletu ze środka jednej tarczy na następną. Tak jak w pistolecie sportowym możliwość oddawania strzałów sygnalizowana jest przez zielone światło odpowiedniego urządzenia lub obrócenie tarcz w kierunku zawodnika.

- Pistolet standardowy 25 m (Pst) (mężczyźni); konkurencja podzielona jest na 3 części. W każdej części są cztery 5-strzałowe serie. W pierwszej części na każdą serię zawodnik ma 150 sekund, w drugiej 20 sekund, a w trzeciej 10 sekund. Podobnie jak w przypadku pistoletu sportowego zawodnik strzela, gdy tarcza zwrócona jest w jego stronę lub świeci się zielone światło.

#### Strzelanie do rzutków
Przy strzelaniu do rzutków stosuje się strzelby śrutowe o kalibrze wagomiarowym nie większym niż 12 i o długości łuski nie większej niż 70 mm. Maksymalna naważka śrutu nie może być większa niż 24,5 g i musi być on wykonany z ołowiu lub stopu zatwierdzonego przez ISSF i mieć kształt kulisty. Celem są ceramiczne rzutki w kształcie dysku (średnica 110 mm, wysokość 25–26 mm, waga 105 g). Są bardzo kruche, tak aby rozpaść się przy najmniejszym kontakcie z ołowianym śrutem, na tyle jednak mocne, żeby wytrzymać wystrzelenie z dużą prędkością z maszyny miotającej. ISSF określa następujące konkurencje rzutkowe:
- Skeet

- Trap

- Double trap

### Finały
W konkurencjach olimpijskich na prestiżowych zawodach (olimpiada, mistrzostwa świata) rozgrywane są wersje konkurencji z finałem. Jest to dodatkowa seria, ograniczona przez czas dla wszystkich konkurencji: 75 sekund (wyjątkiem jest 50 m karabin postawa leżąc: 45 sekund), w której uczestniczy ośmiu najlepszych zawodników, a wyniki liczy się z dokładnością do 0,1 punktu. Zatem maksymalny wynik jaki można uzyskać w finale za jeden strzał to 10,9 punktu. Dzieje się tak gdy przestrzelina nie tylko zahacza o krawędź dziesiątki, lecz dodatkowo znajduje się w samym środku tarczy. Są dwa rodzaje finału:
- Finał standardowy – finaliści strzelają dodatkową serię. Wygrywa zawodnik z najwyższym rezultatem finałowym.

- Finał australijski – finaliści oddają kolejne strzały razem. Po każdym strzale sędzia sprawdza wyniki. Zawodnik który odda najgorszy strzał odpada z finału. Jeżeli liczba zawodników z najgorszym strzałem jest większa niż jeden, oddają oni strzały dodatkowe, dopóki jeden z nich nie odpadnie. Konkurencja trwa do momentu wyłonienia zwycięzcy.

### Remisy
W przypadku gdy więcej niż jeden zawodnik uzyska taki sam wynik, wyższe miejsce zajmuje ten, który strzelił w konkurencji więcej wewnętrznych dziesiątek. Przy równej liczbie wewnętrznych dziesiątek lepszy jest ten który miał lepszy wynik ostatniej serii (10-strzałowej). Jeżeli i ostatnia seria jest taka sama, to sprawdza się, ile zawodnik strzelił w serii przedostatniej itd.
Wyjątkiem od powyższej reguły jest sytuacja, gdy dwóch (lub więcej) zawodników uzyskało wynik absolutny, czyli maksymalną liczbę punktów w danej konkurencji; w takim wypadku zawodnicy zajmują ex aequo pierwsze miejsce.